# Frédéric Saint-Geours
Ne doit pas être confondu avec Frédéric Saint-Jours.
Frédéric Saint-Geours, né le 20 avril 1950 à Clamart, est un dirigeant d'entreprises français. Il est président du Groupe des fédérations industrielles (GFI) depuis septembre 2013 et du conseil de surveillance de l'entreprise SNCF de décembre 2014 à 2024.

## Biographie

### Formation
Frédéric Saint-Geours est diplômé de l’Institut d'études politiques de Paris et de l'ENA (promotion Léon Blum, 1975), et titulaire d'une licence en sciences économiques.

### Débuts professionnels
Il commence sa carrière dans l'administration du Ministère des Finances, puis, entre en 1981 dans les cabinets de Louis Mermaz au ministère des Transports, puis, à la présidence de l'Assemblée nationale. De 1984 à 1986, il devient directeur de cabinet du secrétaire d'État au Budget Henri Emmanuelli. 

### Chez PSA Peugeot-Citroën
En 1986, il entre chez PSA Peugeot Citroën comme adjoint au directeur financier, puis dès 1988 comme directeur financier. Il devient directeur général adjoint en 1990, puis directeur général d'automobiles Peugeot de 1998 à fin 2007. Il est alors remplacé par Jean-Philippe Collin. Au départ de Jean-Martin Folz, il brigue sa succession mais Christian Streiff lui est préféré, si bien qu'il prend des responsabilités à l'UIMM. Il reste cependant impliqué chez PSA comme conseiller du président du directoire, Christian Streiff et membre du comité de direction générale, pour prendre en charge des missions à caractère stratégique.
Il fait son retour au directoire du groupe PSA le 19 juin 2009 à l'invitation de Philippe Varin qui le nomme président de PSA Finance. 
Le 5 janvier 2012, il succède à Jean-Marc Gales à la direction des marques. Ses rémunérations annuelles au sein du groupe PSA dépassent plusieurs fois 1 500 000 €. Il quitte le groupe en 2014 quand il intègre la SNCF.

### Instances patronales
Le 20 décembre 2007, il est élu à la présidence de l'Union des industries et métiers de la métallurgie (UIMM), en remplacement de Denis Gautier-Sauvagnac, démissionnaire. Élu au 2e tour contre Jean-Jacques Leguay (76 voix contre 73), qui voulait revaloriser la place des PME et des syndicats territoriaux et souhaitait un grand coup de balai à l'UIMM avec le départ rapide de Denis Gautier-Sauvagnac de sa fonction de délégué général et son adjoint. Frédéric Saint-Geours avait le soutien des grands industriels. Il est le premier président de l'UIMM élu démocratiquement avec l'organisation d'un vote historique à bulletin secret. Il lance dès son élection un vaste programme de modernisation de l'UIMM au travers notamment d'une vaste opération réunissant les 500 personnalités les plus importantes de l'Institution. Il cesse ses fonctions en novembre 2014.
À la tribune du Conseil économique et social le 10 juillet 2008, il plaide pour une harmonisation fiscale et réglementaire entre les 27 pays de l'Union Européenne, pour que l'Europe ne soit pas «un faux marché commun» et souhaité que la règlementation, notamment environnementale, ne désavantage pas les industriels.
Frédéric Saint-Geours est également membre du conseil exécutif du Medef[Quand ?].
En avril 2013, il annonce qu'il est candidat à la présidence du MEDEF,. Le 18 avril, il retire sa candidature pour favoriser celle de Pierre Gattaz.
Le 13 septembre 2013, il est élu président du Groupe des fédérations industrielles (GFI).

### Dans le ferroviaire
Le 28 novembre 2014, il est nommé président du conseil de surveillance par intérim, à compter du 15 décembre, de la SNCF, la nouvelle holding de tête de l'entreprise ferroviaire réunifiée par la loi du 4 août, rassemblant SNCF Mobilités et SNCF Réseau (l'ancien RFF). 
Il est confirmé dans cette fonction le 15 juillet 2015.

## Distinctions
- Officier de la Légion d'honneur (31 décembre 2014)[17]
- Commandeur de l'ordre national du Mérite (14 mai 2010)[18]

## Vie privée
Son père, Jean, directeur général de Crédit Lyonnais et son frère aîné Jean-Philippe (promo 1973), tous deux également énarques, lui tracent une voie prestigieuse[non neutre] : lycée Carnot, prépa au lycée Louis-le-Grand, etc..
Il est également le frère d'Yves Saint-Geours, diplomate.
Il est marié à la journaliste et critique de cinéma Eva Bettan et père de trois enfants.